# Super Mario World 2: Yoshi's Island
Super Mario World 2: Yoshi's Island, al Japó anomenat Super Mario: Yoshi Island (スーパーマリオ ヨッシーアイランド, Sūpā Mario Yosshī Airando), és un videojoc de plataformes, de la saga de videojocs Super Mario, desenvolupat i publicat per Nintendo per a la videoconsola Super Nintendo Entertainment System. Es tracta d'una preqüela de Super Mario World.
A diferència d'anteriors entregues de la saga, el protagonista d'aquest videojoc és en Yoshi, que duu un indefens bebè Mario a l'esquena i l'ha de dur amb el seu germà Luigi, que ha estat segrestat pel malvat Kamek. En Yoshi compta amb atacs propis com empassar-se els enemics amb la llengua, flotar una estona, saltar en picat, i pondre ous que pot llençar. Quan un enemic ataca en Yoshi, perd el control del bebè i l'haurà de tocar abans no arribi a zero un comptador que farà que els enemics se l'enduguin i el jugador perdi una vida. Els nivells no tenen temps límit, compten amb diferents ambientacions i són més complexos amb relació a anteriors entregues de Super Mario.
En comptes d'utilitzar gràfics pre-renderitzats com es va fer aleshores amb Donkey Kong Country, Super Mario World 2: Yoshi's Island utilitza un estil propi que recorda a dibuixos fets a mà. El cartutx de la SNES va incloure el xip gràfic Super FX2, que permetia mostrar sprites més detallats i efectes avançats que simulaven espai 3D.
El videojoc va rebre bones valoracions de la crítica tant per la seva jugabilitat com pel disseny, i va esdevenir l'estàndard d'una futura sèrie Yoshi, començant per una seqüela, Yoshi's Island DS, el 2006, i Yoshi's New Island, el 2014. El 2002 va ser reeditat per a la Game Boy Advance amb el nom de Yoshi's Island: Super Mario Advance 3; aquesta versió més tard va sortir en format digital per a la Wii U mitjançant la Virtual Console el 24 d'abril de 2014, i es va regalar als usuaris de Nintendo 3DS que formaven part del programa ambaixador el 16 de desembre de 2011. El joc original va ser inclòs en la Nintendo Classic Mini: Super Nintendo Entertainment System del 2017 i en el servei Nintendo Switch Online de llançament el 2019.